# Danny van Poppel
Danny van Poppel (Moergestel, 26 de julio de 1993) es un ciclista profesional neerlandés, hijo del exciclista profesional Jean Paul van Poppel. Milita en el equipo Red Bull-BORA-hansgrohe de categoría UCI WorldTeam. Su hermano Boy también es ciclista profesional.

## Biografía
Siguiendo los pasos de su hermano, en categoría y júnior se convirtió en campeón nacional de ciclo-cross. Pasó al profesionalismo en 2012 en el Rabobank Continental donde el triunfo más destacado fue la etapa en la Vuelta a León. En 2013 llegó al ciclismo de primer nivel al fichar por el Vacansoleil-DCM, equipo que también fichó a Boy. Corrió su primer Tour de Francia pero abandonó en la 17.ª etapa. 
Tras la desaparición del Vacansoleil-DCM, fue contratado por el Trek Factory Racing para 2014, donde también coincidió con su hermano.
En 2015 consiguió su victoria más importante como profesional al ganar la 12.ª etapa de la Vuelta a España al sprint con final en Lérida, imponiéndose, entre otros, a John Degenkolb. Al finalizar la ronda española, se confirmó su fichaje por el Team Sky.

## Palmarés
2012
- 2 etapas del Tour de Thüringe
- 1 etapa de la Vuelta a León

2014
- 1 etapa de los Tres Días de Flandes Occidental
- 1 etapa del Tour de Luxemburgo

2015
- 1 etapa de los Tres Días de Flandes Occidental
- 3.º en el Campeonato de los Países Bajos en Ruta
- 2 etapas del Tour de Valonia
- 1 etapa de la Vuelta a España

2016
- 1 etapa del Tour de Yorkshire
- 2 etapas de la Vuelta a Burgos
- 1 etapa de la Arctic Race de Noruega

2017
- 1 etapa del Herald Sun Tour
- 1 etapa del Tour de Polonia

2018
- 1 etapa de la Vuelta a la Comunidad Valenciana
- Halle-Ingooigem
- 2.º en el Campeonato de los Países Bajos en Ruta
- Binche-Chimay-Binche

2020
- Gooikse Pijl

2021
- Egmont Cycling Race
- Binche-Chimay-Binche

2023
- Vuelta a Colonia
- 1 etapa de la Vuelta a Gran Bretaña

2025
- 2 etapas del Tour de Hungría
- Campeonato de los Países Bajos en Ruta

## Resultados en Grandes Vueltas y Campeonato del Mundo
Durante su carrera deportiva ha conseguido los siguientes puestos en las Grandes Vueltas y en los Campeonatos del Mundo en carretera:
| Carrera         | Carrera         | 2012 | 2013 | 2014 | 2015  | 2016 | 2017 | 2018  | 2019 | 2020 | 2021  | 2022  | 2023  | 2024  | 2025 |
| --------------- | --------------- | ---- | ---- | ---- | ----- | ---- | ---- | ----- | ---- | ---- | ----- | ----- | ----- | ----- | ---- |
|                 | Giro de Italia  | —    | —    | —    | —     | —    | —    | 121.º | —    | —    | —     | —     | —     | Ab.   | —    |
|                 | Tour de Francia | —    | Ab.  | Ab.  | —     | —    | —    | —     | —    | —    | 120.º | 108.º | 116.º | 120.º | Ab.  |
|                 | Vuelta a España | —    | —    | —    | 141.º | —    | —    | 132.º | —    | —    | —     | 121.º | —     | —     | —    |
| Mundial en Ruta | Mundial en Ruta | —    | —    | —    | —     | Ab.  | Ab.  | —     | —    | —    | Ab.   | —     | —     | —     | —    |

—: no participa
Ab.: abandono

## Equipos
- Rabobank Continental Team (2012)
- Vacansoleil-DCM Pro Cycling Team (2013)
- Trek Factory Racing (2014-2015)
- Team Sky (2016-2017)
- Jumbo (2018-2019)
  - Team LottoNL-Jumbo (2018)
  - Team Jumbo-Visma (2019)
- Wanty[2] (2020-2021)
  - Circus-Wanty Gobert (2020)
  - Intermarché-Wanty-Gobert Matériaux (2021)
- Bora-Hansgrohe (2022-)
  - Bora-Hansgrohe (2022-2024)[3]
  - Red Bull-BORA-hansgrohe (2024-)[4]